# 1 E10 m²
10,000 km2から10万km2までの広さのリスト
- 10,000 km2 未満

- 10,000km2
  - 一辺が100kmの正方形の面積
  - 半径56kmの円の面積

太字は国
- 10,400 km2 -- レバノン（国の面積順リスト160位）
- 10,621 km2 -- 岐阜県
- 10,991 km2 -- ジャマイカ
- 11,300 km2 -- ガンビア
- 11,571 km2 -- カタール
- 11,638 km2 -- 秋田県
- 12,173 km2 -- フォークランド諸島
- 12,200 km2 -- バヌアツ
- 12,584 km2 -- 新潟県（都道府県の面積順5位）
- 13,562 km2 -- 長野県（都道府県の面積順4位）
- 13,784 km2 -- 福島県（都道府県の面積順3位）
- 13,812 km2 -- モンテネグロ
- 13,940 km2 -- バハマ
- 15,007 km2 -- 東ティモール
- 15,275 km2 -- 岩手県（都道府県の面積順2位）
- 16,840 km2 -- 利根川の流域面積
- 17,363 km2 -- エスワティニ
- 17,820 km2 -- クウェート
- 18,274 km2 -- フィジー
- 18,298 km2 -- 四国（島として）
- 18,575 km2 -- ニューカレドニア
- 18,803 km2 -- 四国地方（四国4県の合計）
- 19,009 km2 -- オンタリオ湖
- 20,273 km2 -- スロベニア
- 21,040 km2 -- エルサルバドル
- 22,072 km2 -- イスラエル
- 22,966 km2 -- ベリーズ
- 23,000 km2 -- ジブチ
- 25,333 km2 -- 北マケドニア
- 26,338 km2 -- ルワンダ
- 27,750 km2 -- ハイチ
- 27,830 km2 -- ブルンジ
- 28,051 km2 -- 赤道ギニア
- 28,311 km2 -- ハワイ州
- 28,450 km2 -- ソロモン諸島
- 28,748 km2 -- アルバニア
- 29,800 km2 -- アルメニア
- 30,335 km2 -- レソト
- 30,528 km2 -- ベルギー
- 31,922 km2 -- 中国地方
- 33,843 km2 -- モルドバ
- 36,120 km2 -- ギニアビサウ
- 36,190 km2 -- 中華民国（台湾）
- 36,782 km2 -- 九州（島として）
- 38,400 km2 -- ブータン
- 41,290 km2 -- スイス
- 41,526 km2 -- オランダ
- 42,231 km2 -- 九州地方（沖縄県を含まない7県の合計）
- 43,094 km2 -- デンマーク
- 44,513 km2 -- 九州地方（沖縄県を含む8県の合計）
- 45,226 km2 -- エストニア
- 47,620 km2 -- 日本の耕地面積（2002年,『第77次農林水産省統計表』より）
- 48,730 km2 -- ドミニカ共和国
- 49,036 km2 -- スロバキア
- 51,100 km2 -- コスタリカ
- 51,129 km2 -- ボスニア・ヘルツェゴビナ
- 56,542 km2 -- クロアチア
- 56,785 km2 -- トーゴ
- 60,640 km2 -- スヴァールバル諸島
- 64,589 km2 -- ラトビア
- 65,200 km2 -- リトアニア
- 65,610 km2 -- スリランカ
- 66,952 km2 -- 東北地方
- 69,700 km2 -- ジョージア
- 70,273 km2 -- アイルランド
- 71,740 km2 -- シエラレオネ
- 75,416 km2 -- パナマ
- 77,984 km2 -- 北海道（島として）
- 78,866 km2 -- チェコ
- 82,200 km2 -- スペリオル湖
- 83,424 km2 -- 北海道（日本一大きい都道府県）
- 83,534 km2 -- フランス領ギアナ
- 83,600 km2 -- アラブ首長国連邦（UAE）
- 83,870 km2 -- オーストリア
- 86,600 km2 -- アゼルバイジャン
- 88,361 km2 -- セルビア　コソボ有り
- 91,985 km2 -- ポルトガル
- 92,300 km2 -- ヨルダン
- 93,030 km2 -- ハンガリー

- 10万 km2 以上